# Hochschule für Musik und Tanz Köln
Hochschule für Musik und Tanz Köln är en högskola för musik och dans i Köln. 

## Kända personer verksamma där
- Urban Agnas, professor i trumpet
- Philipp Jarnach, professor i komposition